# The Indispensable Collection
The Indispensable Collection es una caja recopilatoria de Michael Jackson. Fue lanzado el 21 de junio de 2013 en plataformas digitales por Epic Records. Es el quinto álbum lanzado desde la muerte de Michael Jackson el 25 de junio del 2009. The Indispensable Collection consiste en un relanzamiento de los álbumes de Michael Jackson: Off the Wall, Thriller, Bad, Dangerous, HIStory, Blood on the Dance Floor: HIStory in the Mix, Invincible y Live at Wembley July 16, 1988.

## Lista de canciones

### Off the Wall
| N.º   | Título                                        | Escritor(es)                     | Productor(es)                 | Duración |  |
| 1.    | «Don't Stop 'Til You Get Enough»              | Michael Jackson                  | Quincy Jones, Michael Jackson | 6:05     |  |
| 2.    | «Rock with You»                               | Rod Temperton                    | Quincy Jones                  | 3:40     |  |
| 3.    | «Workin' Day and Night»                       | Michael Jackson                  | Quincy Jones, Michael Jackson | 5:14     |  |
| 4.    | «Get on the Floor»                            | Michael Jackson, Louis Johnson   | Quincy Jones, Michael Jackson | 4:50     |  |
| 5.    | «Off the Wall»                                | Rod Temperton                    | Quincy Jones                  | 4:06     |  |
| 6.    | «Girlfriend»                                  | Paul McCartney                   | Quincy Jones                  | 3:04     |  |
| 7.    | «She's Out of My Life»                        | Tom Bahler                       | Quincy Jones                  | 3:38     |  |
| 8.    | «I Can't Help It»                             | Stevie Wonder, Susaye Greene     | Quincy Jones                  | 4:30     |  |
| 9.    | «It's the Falling in Love» (con Patti Austin) | Carole Bayer Sager, David Foster | Quincy Jones                  | 3:48     |  |
| 10.   | «Burn This Disco Out»                         | Rod Temperton                    | Quincy Jones                  | 3:42     |  |
| 42:16 |                                               |                                  |                               |          |  |

### Thriller
| N.º   | Título                                  | Escritor(es)               | Productor(es)                 | Duración |  |
| 1.    | «Wanna Be Startin' Somethin'»           | Michael Jackson            | Quincy Jones, Michael Jackson | 6:03     |  |
| 2.    | «Baby Be Mine»                          | Rod Temperton              | Quincy Jones                  | 4:20     |  |
| 3.    | «The Girl Is Mine» (con Paul McCartney) | Michael Jackson            | Quincy Jones, Michael Jackson | 3:42     |  |
| 4.    | «Thriller»                              | Rod Temperton              | Quincy Jones                  | 5:57     |  |
| 5.    | «Beat It»                               | Michael Jackson            | Quincy Jones, Michael Jackson | 4:19     |  |
| 6.    | «Billie Jean»                           | Michael Jackson            | Quincy Jones, Michael Jackson | 4:54     |  |
| 7.    | «Human Nature»                          | Steve Porcaro, John Bettis | Quincy Jones                  | 4:05     |  |
| 8.    | «P.Y.T. (Pretty Young Thing)»           | James Ingram, Quincy Jones | Quincy Jones                  | 3:58     |  |
| 9.    | «The Lady in My Life»                   | Rod Temperton              | Quincy Jones                  | 4:59     |  |
| 42:19 |                                         |                            |                               |          |  |

### Bad
| N.º   | Título                                              | Escritor(es)                 | Productor(es)                 | Duración |  |
| 1.    | «Bad»                                               | Michael Jackson              | Quincy Jones, Michael Jackson | 4:08     |  |
| 2.    | «The Way You Make Me Feel»                          | Michael Jackson              | Quincy Jones, Michael Jackson | 4:59     |  |
| 3.    | «Speed Demon»                                       | Michael Jackson              | Quincy Jones, Michael Jackson | 4:01     |  |
| 4.    | «Liberian Girl»                                     | Michael Jackson              | Quincy Jones, Michael Jackson | 3:53     |  |
| 5.    | «Just Good Friends» (con Stevie Wonder)             | Terry Britten, Graham Lyle   | Quincy Jones, Michael Jackson | 4:07     |  |
| 6.    | «Another Part of Me»                                | Michael Jackson              | Quincy Jones, Michael Jackson | 3:54     |  |
| 7.    | «Man in the Mirror»                                 | Siedah Garrett, Glen Ballard | Quincy Jones, Michael Jackson | 5:19     |  |
| 8.    | «I Just Can't Stop Loving You» (con Siedah Garrett) | Michael Jackson              | Quincy Jones, Michael Jackson | 4:14     |  |
| 9.    | «Dirty Diana»                                       | Michael Jackson              | Quincy Jones, Michael Jackson | 4:41     |  |
| 10.   | «Smooth Criminal»                                   | Michael Jackson              | Quincy Jones, Michael Jackson | 4:17     |  |
| 11.   | «Leave Me Alone»                                    | Michael Jackson              | Quincy Jones, Michael Jackson | 4:40     |  |
| 48:16 |                                                     |                              |                               |          |  |

### Dangerous
| N.º   | Título                                             | Escritor(es)                                                | Productor(es)                               | Duración |  |
| 1.    | «Jam» (con Heavy D)                                | Michael Jackson, René Moore, Bruce Swedien, Teddy Riley     | Michael Jackson, Teddy Riley, Bruce Swedien | 5:40     |  |
| 2.    | «Why You Wanna Trip on Me»                         | Teddy Riley, Bernard Belle                                  | Michael Jackson, Teddy Riley                | 5:25     |  |
| 3.    | «In the Closet» (con Princesa Estefanía de Mónaco) | Michael Jackson, Teddy Riley                                | Michael Jackson, Teddy Riley                | 6:32     |  |
| 4.    | «She Drives Me Wild» (con Wreckx-n-Effect)         | Michael Jackson, Teddy Riley, Aqil Davidson (letras de rap) | Michael Jackson, Teddy Riley                | 3:42     |  |
| 5.    | «Remember the Time»                                | Michael Jackson, Teddy Riley, Bernard Belle                 | Michael Jackson, Teddy Riley                | 4:00     |  |
| 6.    | «Can't Let Her Get Away»                           | Michael Jackson, Teddy Riley                                | Michael Jackson, Teddy Riley                | 4:59     |  |
| 7.    | «Heal the World»                                   | Michael Jackson                                             | Michael Jackson, Bruce Swedien              | 6:25     |  |
| 8.    | «Black or White» (con L.T.B.)                      | Michael Jackson, Bill Bottrell (letras de rap)              | Michael Jackson, Bill Bottrell              | 4:15     |  |
| 9.    | «Who Is It»                                        | Michael Jackson                                             | Michael Jackson, Bill Bottrell              | 6:34     |  |
| 10.   | «Give In to Me» (con Slash)                        | Michael Jackson, Bill Bottrell                              | Michael Jackson, Bill Bottrell              | 5:29     |  |
| 11.   | «Will You Be There»                                | Michael Jackson                                             | Michael Jackson, Bruce Swedien              | 7:41     |  |
| 12.   | «Keep the Faith»                                   | Michael Jackson, Glen Ballard, Siedah Garrett               | Michael Jackson, Bruce Swedien              | 5:57     |  |
| 13.   | «Gone Too Soon»                                    | Larry Grossman, Buz Kohan                                   | Michael Jackson, Bruce Swedien              | 3:22     |  |
| 14.   | «Dangerous»                                        | Michael Jackson, Bill Bottrell, Teddy Riley                 | Michael Jackson, Teddy Riley                | 6:59     |  |
| 76:58 |                                                    |                                                             |                                             |          |  |

### HIStory
| N.º   | Título                                        | Escritor(es)                                                                                   | Productor(es)                                                      | Duración |  |
| 1.    | «Scream» (con Janet Jackson)                  | Michael Jackson, Janet Jackson, James Harris III, Terry Lewis                                  | Michael Jackson, Janet Jackson, Jimmy Jam, Terry Lewis             | 4:38     |  |
| 2.    | «They Don't Care About Us»                    | Michael Jackson                                                                                | Michael Jackson                                                    | 4:44     |  |
| 3.    | «Stranger in Moscow»                          | Michael Jackson                                                                                | Michael Jackson                                                    | 5:44     |  |
| 4.    | «This Time Around» (con The Notorious B.I.G.) | Michael Jackson, Dallas Austin, Bruce Swedien, René Moore, Christopher Wallace (letras de rap) | Michael Jackson, Dallas Austin, Bruce Swedien, René Moore          | 4:21     |  |
| 5.    | «Earth Song»                                  | Michael Jackson                                                                                | Michael Jackson, David Foster, Bill Bottrell                       | 6:48     |  |
| 6.    | «D.S.»                                        | Michael Jackson                                                                                | Michael Jackson                                                    | 4:49     |  |
| 7.    | «Money»                                       | Michael Jackson                                                                                | Michael Jackson                                                    | 4:42     |  |
| 8.    | «Come Together»                               | John Lennon, Paul McCartney                                                                    | Michael Jackson, Bill Bottrell                                     | 4:03     |  |
| 9.    | «You Are Not Alone»                           | R. Kelly                                                                                       | Michael Jackson, R. Kelly                                          | 5:45     |  |
| 10.   | «Childhood» (Tema de Free Willy 2)            | Michael Jackson                                                                                | Michael Jackson, David Foster                                      | 4:28     |  |
| 11.   | «Tabloid Junkie»                              | Michael Jackson, James Harris III, Terry Lewis                                                 | Michael Jackson, Jimmy Jam, Terry Lewis                            | 4:33     |  |
| 12.   | «2 Bad» (con Shaquille O'Neal)                | Michael Jackson, Bruce Swedien, René Moore, Dallas Austin                                      | Michael Jackson, Jimmy Jam, Terry Lewis, Bruce Swedien, René Moore | 4:50     |  |
| 13.   | «HIStory»                                     | Michael Jackson, James Harris III, Terry Lewis                                                 | Michael Jackson, Jimmy Jam, Terry Lewis                            | 6:38     |  |
| 14.   | «Little Susie»                                | Michael Jackson                                                                                | Michael Jackson                                                    | 6:15     |  |
| 15.   | «Smile»                                       | Charlie Chaplin, John Turner, Geoffrey Parsons                                                 | Michael Jackson, David Foster                                      | 4:56     |  |
| 77:06 |                                               |                                                                                                |                                                                    |          |  |

### Blood on the Dance Floor: HIStory in the Mix
| N.º   | Título                                                 | Escritor(es)                                                  | Productor(es)                                                                               | Duración |  |
| 1.    | «Blood on the Dance Floor»                             | Michael Jackson, Teddy Riley                                  | Michael Jackson, Teddy Riley                                                                | 4:13     |  |
| 2.    | «Morphine»                                             | Michael Jackson                                               | Michael Jackson                                                                             | 6:29     |  |
| 3.    | «Superfly Sister»                                      | Michael Jackson, Bryan Loren                                  | Michael Jackson                                                                             | 6:28     |  |
| 4.    | «Ghosts»                                               | Michael Jackson, Teddy Riley                                  | Michael Jackson, Teddy Riley                                                                | 5:14     |  |
| 5.    | «Is It Scary»                                          | Michael Jackson, James Harris III, Terry Lewis                | Michael Jackson, Jimmy Jam, Terry Lewis                                                     | 5:36     |  |
| 6.    | «Scream Louder (Flyte Tyme Remix)» (con Janet Jackson) | Michael Jackson, Janet Jackson, James Harris III, Terry Lewis | Michael Jackson, Janet Jackson, Jimmy Jam, Terry Lewis                                      | 5:27     |  |
| 7.    | «Money (Fire Island Radio Edit)»                       | Michael Jackson                                               | Michael Jackson, Terry Farley, Pete Heller                                                  | 4:23     |  |
| 8.    | «2 Bad (Refugee Camp Mix)»                             | Michael Jackson, Bruce Swedien, René Moore, Dallas Austin     | Michael Jackson, Jimmy Jam, Terry Lewis, Jerry "Te-Bass" Duplessis, Prakazrel "Pras" Michel | 3:33     |  |
| 9.    | «Stranger in Moscow (Tee's In-House Club Mix)»         | Michael Jackson                                               | Michael Jackson, Todd Terry                                                                 | 6:54     |  |
| 10.   | «This Time Around (D.M. Radio Mix)»                    | Michael Jackson, Dallas Austin                                | Michael Jackson, Dallas Austin, David Morales                                               | 4:05     |  |
| 11.   | «Earth Song (Hani's Club Experience)»                  | Michael Jackson                                               | Michael Jackson, Bill Bottrell, David Foster, Hani Al-Bader                                 | 7:55     |  |
| 12.   | «You Are Not Alone (Classic Club Mix)»                 | R. Kelly                                                      | Michael Jackson, R. Kelly, Frankie Knuckles, Satoshi Tomiie                                 | 7:37     |  |
| 13.   | «HIStory (Tony Moran's HIStory Lesson)»                | Michael Jackson, James Harris III, Terry Lewis                | Michael Jackson, Jimmy Jam, Terry Lewis, Tony Moran, Bob Rosa                               | 8:01     |  |
| 75:57 |                                                        |                                                               |                                                                                             |          |  |

### Invincible
| N.º   | Título                                                             | Escritor(es) | Productor(es)                                                     | Duración |  |
| 1.    | «Unbreakable» (con The Notorious B.I.G.) (coros de Brandy Norwood) | Michael Jackson, Rodney Jerkins, Fred Jerkins III, LaShawn Daniels, Nora Payne, Robert Smith, Christopher Wallace (letras de rap) | Michael Jackson, Rodney Jerkins                                   | 6:25     |  |
| 2.    | «Heartbreaker» (con Fats)                                          | Michael Jackson, Rodney Jerkins, Fred Jerkins III, LaShawn Daniels, Mischke Butler, Norman Gregg                                  | Michael Jackson, Rodney Jerkins                                   | 5:10     |  |
| 3.    | «Invincible» (con Fats)                                            | Michael Jackson, Rodney Jerkins, Fred Jerkins III, LaShawn Daniels, Norman Gregg                                                  | Michael Jackson, Rodney Jerkins                                   | 4:45     |  |
| 4.    | «Break of Dawn»                                                    | Michael Jackson, Elliot "Dr. Freeze" Straite                                                                                      | Michael Jackson, Dr. Freeze                                       | 5:32     |  |
| 5.    | «Heaven Can Wait»                                                  | Michael Jackson, Teddy Riley, Andreao "Fanatic" Heard, Nate Smith, Teron Beal, Eritza Laues, Kenny Quiller                        | Michael Jackson, Teddy Riley, Andreao "Fanatic" Heard, Nate Smith | 4:49     |  |
| 6.    | «You Rock My World»                                                | Michael Jackson, Rodney Jerkins, Fred Jerkins III, LaShawn Daniels, Nora Payne                                                    | Michael Jackson, Rodney Jerkins                                   | 5:39     |  |
| 7.    | «Butterflies»                                                      | Andre Harris, Marsha Ambrosius | Michael Jackson, Andre Harris                                     | 4:40     |  |
| 8.    | «Speechless»                                                       | Michael Jackson | Michael Jackson                                                   | 3:18     |  |
| 9.    | «2000 Watts»                                                       | Michael Jackson, Teddy Riley, Tyrese Gibson, JaRon Henson                                                                         | Michael Jackson, Teddy Riley                                      | 4:24     |  |
| 10.   | «You Are My Life»                                                  | Michael Jackson, Kenneth "Babyface" Edmonds, Carole Bayer Sager, John McClain                                                     | Michael Jackson, Babyface                                         | 4:33     |  |
| 11.   | «Privacy» (guitarra solista de Slash)                              | Michael Jackson, Rodney Jerkins, Fred Jerkins III, LaShawn Daniels, Bernard Belle                                                 | Michael Jackson, Rodney Jerkins                                   | 5:05     |  |
| 12.   | «Don't Walk Away»                                                  | Michael Jackson, Teddy Riley, Richard Carlton Stites, Reed Vertelney                                                              | Michael Jackson, Teddy Riley, Richard Carlton Stites              | 4:25     |  |
| 13.   | «Cry»                                                              | R. Kelly | Michael Jackson, R. Kelly                                         | 5:01     |  |
| 14.   | «The Lost Children»                                                | Michael Jackson | Michael Jackson                                                   | 4:00     |  |
| 15.   | «Whatever Happens» (guitarra por Carlos Santana)                   | Michael Jackson, Teddy Riley, Gil Cang, Jasmine Quay, Geoffrey Williams                                                           | Michael Jackson, Teddy Riley                                      | 4:56     |  |
| 16.   | «Threatened» (contiene fragmentos de Rod Serling)                  | Michael Jackson, Rodney Jerkins, Fred Jerkins III, LaShawn Daniels                                                                | Michael Jackson, Rodney Jerkins                                   | 4:19     |  |
| 77:10 |                                                                    | |                                                                   |          |  |

### Live at Wembley July 16, 1988
| N.º   | Título                                                 | Escritor(es)                                                                                   | Duración |  |
| 1.    | «Wanna Be Startin' Somethin'»                          | Michael Jackson                                                                                | 5:18     |  |
| 2.    | «This Place Hotel»                                     | Michael Jackson                                                                                | 4:56     |  |
| 3.    | «Another Part of Me»                                   | Michael Jackson                                                                                | 4:03     |  |
| 4.    | «I Just Can't Stop Loving You» (dueto con Sheryl Crow) | Michael Jackson                                                                                | 4:23     |  |
| 5.    | «She's Out of My Life»                                 | Tom Bahler                                                                                     | 3:16     |  |
| 6.    | «I Want You Back/The Love You Save/I'll Be There»      | Berry Gordy, Freddie Perren, Alphonzo Mizell, Deke Richards, Bob West, Willie Hutch, Hal Davis | 5:06     |  |
| 7.    | «Rock with You»                                        | Rod Temperton                                                                                  | 4:05     |  |
| 8.    | «Human Nature»                                         | Steve Porcaro, John Bettis                                                                     | 4:29     |  |
| 9.    | «Smooth Criminal»                                      | Michael Jackson                                                                                | 4:41     |  |
| 10.   | «Dirty Diana»                                          | Michael Jackson                                                                                | 5:01     |  |
| 11.   | «Thriller»                                             | Rod Temperton                                                                                  | 4:28     |  |
| 12.   | «Workin' Day and Night»                                | Michael Jackson                                                                                | 5:55     |  |
| 13.   | «Beat It»                                              | Michael Jackson                                                                                | 5:44     |  |
| 14.   | «Billie Jean»                                          | Michael Jackson                                                                                | 5:39     |  |
| 15.   | «Bad»                                                  | Michael Jackson                                                                                | 4:28     |  |
| 16.   | «Man in the Mirror»                                    | Siedah Garrett, Glen Ballard                                                                   | 6:22     |  |
| 75:14 |                                                        |                                                                                                |          |  |